# Línea 343 (Buenos Aires)
La línea 343 es una línea de colectivos del Área Metropolitana de Buenos Aires. Une la zona de Ciudadela, en el límite con el barrio de Liniers, y Tigre con otras localidades de las Zonas Oeste y Norte del conurbano bonaerense.
Actualmente, la dueña de la empresa es Compañía Noroeste S.A.T., operador de las líneas 169, 175, 313, 343, 350, 355, 501, 511,
y la línea 252 operada entre la propia Compañía Noroeste S.A.T., Ruta Bus S.A., Transporte Escalada S.A.T y Transporte José Hernández S.A
En 2017 adquirió las líneas 261, 330 y 345 que pertenecían a la empresa 13 de Noviembre de la ciudad de San Antonio de Areco a través de la empresa satélite Ruta Bus S.A. Estas tres líneas se suman a las que tiene en Pilar y Exaltación de la Cruz.
Con anterioridad, la línea tenía el número 143 ingresando a la Ciudad Autónoma de Buenos Aires saliendo de Fonrouge y Avenida Rivadavia, y la línea 304 tenía el número 164 saliendo de Tellier y Ramón L. Falcón.

## Recorrido

### Ramales principales

#### Liniers -Tigre(x Lourdes) cartel blanco
Ida a Tigre: Desde Liniers, Avenida Maipú y Av. General Paz por Avenida General Paz Provincia, Saavedra, Palacios, Santa Juana de Arco, 25 de Mayo, Av. Maipú, Padre Elizalde, Gazeta de Buenos Aires, 25 de Mayo, Avenida Gaona, Hipólito Yrigoyen, L. de la Torre, A. Pini, Av. Libertador General San Martín, Dr. A. Sabatini, Rodríguez Peña, Dorrego, P. Giorello, Av. La Plata, C. Oyuela, H. Yrigoyen, Iturraspe, General Roca, Perdriel, Dr. Ricardo Balbín, Moreno, Int. Campos, Dr. Ramón Carrillo, Avenida Presidente Perón, Islas Malvinas, América, Prof. Aguer, General Roca, General Paz, E. Zolá, Lamadrid, Montes de Oca, Triunvirato, Vélez Sarsfield ,Fleming,C.Villate, Túnel Munro, Guillermo Marconi, Av Bartolomé Mitre ,Gobernador Ugarte, Avenida Maipú, Avenida Santa Fe, Avenida Centenario, Juan B. Justo, Avenida A. Rolón, Sobremonte, Juan B Justo ,Uruguay, Ruperto Maza, Teniente J. R. Chapa, Uruguay, Solís, Avenida Dardo Rocha, Av. 25 de Mayo, Lavalle, Avenida Libertador General San Martín, Gral. Mitre, Italia, Guareschi, Perú, Sarmiento hasta Puerto de Frutos donde estaciona.
Vuelta a Liniers: Desde Puerto de Frutos por Sarmiento, Italia, General Mitre, Avenida Libertador General San Martín ,Av Liniers ,Avenida 25 de Mayo, Avenida Dardo Rocha, Paso, Uruguay, Juan B. Justo (Ruta Provincial 24 Ex Ruta Nacional 197), Sobremonte, Avenida A. Rolón, J. Navarro, Avenida Centenario, Avenida Santa Fe, Av. Maipú, C. Villate, Blas Parera, M. Pelliza, Esteban Echeverría, R. Gutiérrez, Av. Mitre, Av. Vélez Sarsfield, Triunvirato, Montes de Oca, Lamadrid, Lacroze, Lavalle, Independencia, Alvear, P. Rodríguez, San Lorenzo, Esmeralda, Colón, Artigas, Congreso, Avenida Presidente Perón, Tucumán, Rivadavia, San Lorenzo, Mitre, Dr. R. Balbín, Perdriel, Ombú, H. Yrigoyen, C. Oyuela, Dr. A. Carbone. Rodríguez Peña, Wenceslao de Tata, Avenida Libertador General San Martín, A. Pini, Lisandro de la Torre, Hipólito Yrigoyen, 9 de Julio, Gazeta de Buenos Aires, Padre Elizalde, Avenida Maipú hasta Avenida General Paz.

### Otros ramales
Puente Liniers- Estación Ciudadela - Barrio Ejército de los Andes - Hospital Carrillo - Plaza Longo - Caseros - Hospital Posadas - Ramos Mejía (Por Plaza Longo Cartel amarillo con letras verdes)
Puente Liniers - Barrio Ejército de los Andes - Hospital Carrillo - Barrio Derqui - Caseros - Tropezón - San Martín (x 289 - Cartel blanco con letras rojas)
Ramos Mejía - Hospital Posadas - Caseros - Tropezón - San Martín (x 289 Cartel blanco con letras rojas)
Puente Liniers - Ciudadela - Caseros - San Martín - San Andrés - Villa Ballester - Villa Adelina - Martínez - San Isidro - Carupa(x 304 Cartel rojo con letras blancas)

## Flota
| Interno                        | Año     | Con aire acondicionado |
| ------------------------------ | ------- | ---------------------- |
| 1 AE711HC Italbus Tropea III   | 2021    | Sí                     |
| 2 Metalpar iguazu III          | 2018    | Sí                     |
| 3 AE????? Italbus Tropea III   | 2021    | Sí                     |
| 4 italbus tropea III           | 2021    | Sí                     |
| 5 Marcopolo torino g7          | 2021    | Sí                     |
| 6 italbus tropea III           | 2021    | Sí                     |
| 7 AF658LB Nuovobus Cittá       | 2022    | Sí                     |
| 8 Marcopolo torino g7          | 2021    | Sí                     |
| 9 Metalpar Iguazu III          | 2018    | Sí                     |
| 10 AF731ZR Nuovobus Cittá      | 2023    | Sí                     |
| 11 Nuovobus Menghi             | 2019    | Sí                     |
| 12 AD746JH La Favorita GR      | 2019    | Sí                     |
| 13 AE????? Marcopolo Torino    | 2021    | Sí                     |
| 14 Marcopolo Torino            | 2021    | Sí                     |
| 15 AE????? Italbus Tropea III  | 2021    | Sí                     |
| 16 AE120YJ Nuovobus Menghi     | 2019    | Sí                     |
| 17 Italbus Tropea III          | 2021    | Sí                     |
| 18 Italbus Tropea III          | 2021    | Sí                     |
| 19 AE067UY Nuovobus Menghi     | 2020    | "El Ensamble 19"       |
| 20 AD929YM La Favorita GR II   | 2019    | Sí                     |
| 21 Nuovobus Menghi             | 2019    | Sí                     |
| 22 italbus tropea III          | 2021    | Sí                     |
| 23 italbus tropea III          | 2021    | Sí                     |
| 24 PEW639 Metalpar Iguazú II   | 2015    | Sí                     |
| 25 Nuovobus menghi             | 2019    | Sí                     |
| 26 Metalpar iguazu III         | 2018    | Sí                     |
| 27 Nuovobus menghi             | 2019    | Sí                     |
| 28 PFD787 Metalpar Iguazú II   | 2015    | Sí                     |
| 29 AE711HD Italbus Tropea III  | 2021    | Sí                     |
| 30 Marcopolo torino            | 2021    | Sí                     |
| 31 Metalpar iguazu III         |         | Sí                     |
| 32 AF658LC Nuovobus Cittá      | 2022    | Sí                     |
| 33 AE926EP Marcopolo Torino    | 2021    | Sí                     |
| 34 Metalpar iguazu III         |         | Sí                     |
| 35 italbus tropea III          |         | Sí                     |
| 36 La Favorita GR II           | 2019    | Sí                     |
| 37 AD929YL La Favorita GR II   | 2019    | Sí                     |
| 38 Nuovobus Menghi             | 2019    | Sí                     |
| 39 Metalpar iguazu III         |         | Sí                     |
| 40 Metalpar iguazu III         |         | Sí                     |
| 41 La favorita GR              | 2019    | Sí                     |
| 42 AC315R? Metalpar Iguazú III | 2018    | Sí                     |
| 43 Metalpar Iguazu III         | 2018    | Sí                     |
| 44 AE????? Italbus Tropea III  | 2021    | Sí                     |
| 45 AE926ES Marcopolo Torino    | 2021    | Sí                     |
| 46 AC315?? Metalpar Iguazú III | 2018    | Sí                     |
| 47 AC315?? Metalpar Iguazú III | 2018    | Sí                     |
| 48 Marcopolo Torino            | 2021    | Sí                     |
| 49 Marcopolo Torino            | 2021    | Sí                     |
| 50 AE639GD Italbus Tropea III  | 2021    | "El Diplomático 50"    |
| 51 AC315?? Metalpar Iguazú III | 2018    | Sí                     |
| 52 AF658LG Nuovobus Cittá      | 2022    | Sí                     |
| 53 Metalpar Iguazu III         | 2018    | Sí                     |
| 54 nuovobus menghí             | 2019    | Sí                     |
| 55 Metalpar Iguazu II          | 2015    | Sí                     |
| 56 AE????? Italbus Tropea III  | 2020/21 | Sí                     |
| 57 Metalpar Iguazu III         | 2018    | Sí                     |
| 58 AE????? Italbus Tropea III  | 2021    | Sí                     |
| 59 Metalpar Iguazu II          | 2015    | Sí                     |
| 60 nuovobus cittá              | 2023    | Sí                     |
| 61 La Favorita GR II           | 2019    | Sí                     |
| 62 nuovobus cittá              | 2023    | Sí                     |
| 63 italbus tropea III          | 2021    | Sí                     |
| 64 AD929YK La Favorita GR II   | 2019    | Sí                     |
| 65 Italbus Tropea III          | 2021    | Sí                     |
| 66 AD746JJ La Favorita GR II   | 2019    | Sí                     |
| 67 AE567?? Italbus Tropea III  | 2021    | Sí                     |
| 68 PFL982 Metalpar Iguazu II   | 2015    | Sí                     |
| 69 AC315?? Metalpar Iguazú III | 2018    | Sí                     |
| 70 italbus tropea III          | 2021    | Sí                     |
| 71 Metalpar iguazu III         | 2018    | Sí                     |
| 72 Metalpar iguazu III         | 2018    | Sí                     |
| 73 Marcopolo torino            | 2021    | Sí                     |
| 74 italbus tropea III          | 2021    | Sí                     |
| 75 nuovobus menghi             | 2019    | Sí                     |
| 76 la favorita GR              | 2019    | Sí                     |
| 77 italbus tropea III          | 2021    | Sí                     |
| 78 Nuovobus cittá              | 2023    | Sí                     |
| 79 Metalpar iguazu III         | 2018    | Sí                     |
| 80 metalpar iguazu II          | 2015    | Sí                     |
| 81 Marcopolo torino            | 2021    | Sí                     |
| 82 Metalpar iguazu III         | 2018    | Sí                     |
| 83 la favorita GR              | 2019    | Sí                     |
| 84 italbus tropea III          | 2021    | Sí                     |
| 85 Marcopolo torino            | 2021    | Sí                     |
| 86 Marcopolo torino            | 2021    | Sí                     |
| 87 Italbus tropea III          | 2021    | Sí                     |
| 88 Nuovobus menghi             | 2019    | Sí                     |
| 89 Marcopolo torino            | 2021    | Sí                     |
| 90 Marcopolo torino            | 2021    | Sí                     |
| 91 nuovobus cittá              | 2022    | Sí                     |
| 92 Nuovobus cittá              | 2023    | Sí                     |
| 93 AA934KI Metalpar iguazu II  | 2016    | Sí                     |
| 94 AF658LD Nuovobus cittá      | 2022    | Sí                     |
| 95 Marcopolo torino            | 2021    | Sí                     |
| 96 nuovobus cittá              | 2023    | Sí                     |
| 97 italbus tropea III          |         | Sí                     |
| 98 AF517PZ nuovobus cittá      | 2022    | Sí                     |
| 99 Marcopolo torino            | 2021    | Sí                     |
| 100 nuovobus cittá             | 2022    | Sí                     |
| 101 Metalpar iguazu II         | 2015    | Sí                     |
| 102 Metalpar iguazu II         | 2016    | Sí                     |
| 103 Metalpar iguazu II         | 2016    | Sí                     |
| 104 Metalpar iguazu II         | 2016    | Sí                     |
| 105 Metalpar iguazu II         | 2015    | Sí                     |
| 106 AA934KG Metalpar iguazu II | 2016    | Sí                     |
| 107 Metalpar iguazu II         | 2016    | Sí                     |
| 108 AA934KF Metalpar iguazu II | 2016    | Sí                     |
| 109 Metalpar iguazu II         | 2016    | Sí                     |
| 110 Metalpar iguazu II         | 2016    | Sí                     |
| 111 AA934KH Metalpar iguazu II | 2016    | Sí                     |
| 112 Metalpar iguazu II         | 2016    | Sí                     |
| 113 Metalpar iguazu III        | 2018    | Sí                     |
| 114 Marcopolo torino           | 2021    | Sí                     |
| 115 nuovobus cittá             | 2023    | Sí                     |
| 116 marcopolo torino           | 2021    | Sí                     |
| 117 nuovobus cittá             | 2023    | Sí                     |
| 118 Marcopolo torino           | 2021    | Sí                     |
| 119 nuovobus cittá             | 2022    | Sí                     |
| 120 AF574VJ nuovobus cittá     | 2022    | Sí                     |
| 121 marcopolo torino           | 2021    | Sí                     |
| 122 AF658LI nuovobus cittá     | 2023    | Sí                     |
| 123 Metalpar iguazu III        |         | Sí                     |
| 124 AF517PY nuovobus cittá     | 2022    | Sí                     |
| 125 metalpar iguazu III        | 2018    | Sí                     |
| 126 Metalpar iguazu II         | 2016    | Sí                     |
| 127 nuovobus cittá             | 2023    | Sí                     |
| 128 nuovobus cittá             | 2023    | Sí                     |
| 129 Metalpar iguazu II         | 2016    | Sí                     |
| 130 nuovobus cittá             | 2023    | Sí                     |
| 131 nuovobus cittá             | 2023    | Sí                     |
| 132 nuovobus cittá             | 2023    | Sí                     |
| 133 nuovobus cittá             | 2023    | Sí                     |
| 134 nuovobus cittá             | 2023    | Sí                     |
| 135 AF731ZJ nuovobus cittá     | 2023    | Sí                     |
| 136 Metalpar iguazu II         |         | (ex 130)               |
| 137 Metalpar iguazu II         |         | (ex 96)                |
| 138 Metalpar iguazu II         |         | No                     |
| 139 Metalpar iguazu II         |         | (ex 33)                |
| 140 MTI084 Metalpar iguazu II  |         | (ex 52)                |
| 141 Metalpar iguazu II         |         | (ex 121)               |
| 142 Metalpar iguazu II         |         | (ex 77)                |
| 143 Metalpar iguazu II         |         | (ex 84)                |
| 144 PDY163 Metalpar iguazu II  |         | (ex 134)               |
| 145 MNR325 Metalpar iguazu II  |         | (ex 45)                |
| 146 Metalpar iguazu II         |         | (ex 119)               |
| 147 Metalpar iguazu II         |         | (ex 81)                |
| 148 Metalpar iguazu II         | 2015    | (ex 117)               |
| 149 Metalpar iguazu II         |         | (ex 127)               |
| 150 Metalpar iguazu II         |         | No                     |
| 151 Metalpar iguazu II         |         | (ex 98)                |
| 152 Metalpar iguazu II         |         | (ex 8)                 |
| 153 MNR323 Metalpar Iguazú II  |         | (ex 86)                |
| 154 Metalpar iguazu II         |         | (ex 78)                |
| 155 Metalpar iguazu II         |         | No                     |
| 156 Metalpar iguazu II         |         | (ex 115)               |
| 157 Metalpar iguazu II         |         | (ex 132)               |
| 158 Metalpar iguazu II         |         | No                     |
| 159 PFL980 Metalpar iguazu II  | 2016    | (ex 10)                |
| 160 Metalpar iguazu II         |         | (ex 95)                |
| 161 Metalpar iguazu II         |         | (ex 65)                |
| 162 Metalpar iguazu II         |         | No                     |
| 163 Metalpar iguazu II         |         | (ex 32)                |
| 164 Metalpar iguazu II         |         | (ex 11)                |
| 165 Metalpar iguazu II         |         | (ex 4)                 |
| 166 Metalpar iguazu II         |         | (ex 29)                |
| 167 Metalpar iguazu II         |         | No                     |
| 168 Metalpar iguazu II         |         | (ex 19)                |
| 169 Metalpar iguazu II         |         | (ex 122)               |
| 170 Metalpar iguazu II         |         | (ex 48)                |
| 171 Metalpar iguazu II         |         | (ex 97)                |
| 172 Metalpar iguazu II         |         | (ex 17)                |
| 173 Metalpar iguazu II         |         | (ex 35)                |
| 174 Metalpar iguazu II         |         | (ex 92)                |
| 175 Metalpar iguazu II         |         | (ex 7)                 |
| 176 Metalpar iguazu II         |         | (ex 87)                |
| 177 Metalpar iguazu II         |         | No                     |
| 178 MNF107 Metalpar iguazu II  |         | (ex 67)                |
| 179 Metalpar iguazu II         |         | No                     |
| 180 Metalpar iguazu II         |         | (ex 128)               |
| 181 Metalpar iguazu II         |         | (ex 114)               |
| 182 Metalpar iguazu II         |         | No                     |
| 183 Metalpar iguazu II         |         | (ex 15)                |
| 184 PEW638 Metalpar iguazu II  | 2015    | (ex 62 )               |
| 185 Metalpar iguazu II         |         | No                     |